# Języki goidelskie
Języki goidelskie – podgrupa języków celtyckich w obrębie języków indoeuropejskich.
Grupa ta jest reprezentowana przez języki:
- staroirlandzki †
- średnioirlandzki †
- irlandzki (1,6 mln, ale 260 tys. mówiących codziennie)
- szkocki (65 tys.)
- manx †+ (1,6 tys., 54 jako ojczysty)

Język staroirlandzki jest najstarszą formą języka tej podgrupy, od której wywodzą się jej współczesne języki.

## Terminologia
Pomimo faktu, że do nazw języków: „irlandzkiego” i „manx” często dodawane jest określenie „celtycki” (ponieważ są w swej istocie językami Celtów/goidelskimi), użycie tego określenia jest zbędne. Tłumaczy się to tym, że terminy: „irlandzki” i „manx”, kiedy odnosimy się do kategorii samego języka (tak jak w wyrażeniu: „Mówić po irlandzku”), mają ścisłe powiązanie tylko z tymi językami. Równocześnie możemy odnosić się do języka szkockiego jako germańskiego i dlatego „szkocki” może dotyczyć kwestii kompletnie niezwiązanych z Celtami. Słowo „celtycki”, samo w sobie, może być czasami stosowane zamiennie ze „szkockim celtyckim” (głównie w Szkocji), co wydaje się niejednoznaczne.
Określenia na te języki zawarte w samych językach (Gaeilge/Gaolainn/Gaelic w irlandzkim, Gaelg/Gailck w manx i Gàidhlig w szkockim celtyckim) pochodzą ze staroirlandzkiego słowa Goídelc, którego źródłem jest starowalijskie Guoidel oznaczające „pirat, najeźdźca”.

## Prehistoryczne innowacje języków goidelskich

### Fonologia
1. powstanie akcentu inicjalnego, który wywołał redukcję samogłosek nieakcentowanych i wygłosowych, zachowanych jeszcze w napisach ogamicznych, np.: IGENA→ sirl. ignen „córka”, CUNAGUSS-OS (gen.sg.);
2. powstanie samogłosek nosowych į ę ą ǫ ų z odpowiednich ustnych + nt, nk (np.: MACCVDECCETI por. sirl. cét „sto” – wal. cant.; TOGITTACC à tocad „los”, por. pbryt. Tunccetace), które następnie uległy denazalizacji, przy czym ą i ę dały é, np.: sirl. cétal „pieśń”;
3. paralelne wydłużenie samogłoski po zaniku k, g, t, d przed płynną (pozycja lenicyjna) w epoce poogamicznej, np. MAGLI → mál „książę”;
4. metafonia u, i oraz e, o i epenteza wygłosowych –i, -u.
5. W czasach historycznych (VI-X w n.e.) dokonały się kolejne zmiany na całym obszarze goidelskim, m.in.:
6. dyftongizacja é→ ía i ó→úa;
7. przejście w proliktykach t-, k-, s-, w d-, g-, Ø- ;
8. zmiana mb, nd w m(m), n(n) pod akcentem;
9. paralelna, ale różnie zrealizowana tendencja do anaptyksy w sąsiedztwie samogłosek płynnych oraz dyftongizacja samogłosek płynnych oraz dyftongizacja samogłosek krótkich przed płynną.

### Morfosyntaktyka
System goidelski ukształtował się w epoce przedhistorycznej i do XIII w. n. e. nie uległ większym zmianom, nie licząc zaniku neutrum. Dopiero później nastąpiły znaczne uproszczenia:
1. zanik infiksów i sufiksów zaimkowych;
2. zanik różnic akcentowych w czasowniku (uogólnienie pozycji inicjalnej);
3. tendencja do nieodróżniania końcówek „łącznych” od „absolutnych”;
4. zanik deponentiów;
5. ograniczenie copuli do 3 sg.;
6. powstanie koniugacji peryfrastycznej;
7. naruszenia składni zgody.

## Różnice pomiędzy podgrupami
Różnice pomiędzy grupą zachodnią (język irlandzki) a wschodnią (szkocka manx, częściowo pn.-wsch. Irlandzki) pojawiają się w X w. Grupa zachodnia jest bardziej zachowawcza. Do innowacji grupy wschodniej należy:
1. skrócenie nieakcentowanych samogłosek długich;
2. zmiana tn, kn w tr, kr;
3. prawie zupełny zanik fleksji nominalnej w manx i dialektach szkockich;
4. użycie praesens w funkcji futurum;
5. nowe wyrazy gramatyczne (np.: na jako relativum, cha w roli negacji, ann po verbum substantivum).

Do osobliwości języka szkockiego zaliczyć można:
1. preaspirację;
2. nową nazalizację;
3. rozbudowę partykuł werbalnych.

Cechy języka manx:
1. nowa lenicja śródwyrazowa;
2. zmiana m(m), n(n) w bm, dn;
3. nieodróżnianie form subiektywnych od obiektywnych w zaimku osobowym.

Mimo tych różnic języki nowogoidelskie wykazują uderzający paralelizm rozwojowy do czasów nam współczesnych.